# Farsta SK
Farsta SK, pełna nazwa Farsta Schackklubb – szwedzki klub szachowy z siedzibą w Sztokholmie.

## Historia
Klub powstał w grudniu 1952 roku, a jego założycielami byli Karl Hedin, Ragnar Svedberg i Lars Wästberg. Początkowo funkcjonował pod nazwą Hökarängens SK, a po rozbudowaniu dzielnicy Farsta przyjął nazwę Farsta SK. Kilkukrotnie w klubie gościli Gideon Ståhlberg i Gösta Stoltz. W 1997 roku klub awansował do Elitserien. W sezonie 1998/1999 zajął czwarte miejsce w lidze. Sezon 1999/2000 zespół zakończył na trzecim miejscu w Elitserien, za Sollentuna SK i SK Rockaden Stockholm. W kadrze drużyny znajdowali się wówczas m.in. Thomas Ernst, Lars Degerman i Jens Ove Fries-Nielsen. W 2005 roku zespół spadł z Elitserien. W 2008 roku Farsta SK powrócił do najwyższej klasy rozgrywkowej. W 2011 roku zespół ponownie spadł do Superettan. Dwa lata później klub powrócił do Elitserien, zajmując wówczas szóste miejsce w mistrzostwach. Identyczny rezultat osiągnięto w latach 2015–2018. W sezonie 2018/2019 zespół uzyskał siódme miejsce w lidze. W 2020 roku klub spadł do Superettan. W 2022 roku Farsta SK powrócił do Elitserien. Sezon 2022/2023 zakończył się dla klubu ponownym spadkiem z najwyższej ligi. 

## Arcymistrzowie w historii klubu
- Thomas Ernst[18]
- Nebojša Nikčević[18]
- Frode Urkedal[19]